# Вільгельм Крініус
Вільгельм Крініус (нім. Wilhelm Crinius; 2 грудня 1920, Каллеталь — 26 квітня 1997, Штур) — німецький льотчик-ас винищувальної авіації, лейтенант резерву люфтваффе. Кавалер Лицарського хреста Залізного хреста з дубовим листям.

## Біографія
В січні 1940 року вступив в люфтваффе. Після закінчення льотної школи в лютому 1942 року зарахований в 3-у ескадрилью 53-ї винищувальної ескадри, дислокованої на Сицилії. В березні-квітні 1942 року здійснив близько 60 бойових вильотів в район Мальти. В травні 1942 року його група була перекинута на Східний фронт. Брав участь у боях під Воронежем, Орлом та Старим Осколом. Свої перші 2 літаки збив 9 червня 1942 року в районі Курська, а 8 липня збив 2 двомоторні бомбардувальники в районі Воронежа. 23 червня протягом одного дня збив 4 літаки. 12 серпня на його рахунку були 27 збитих літаків, а до 27 серпня — вже 49 (серед яких була 1000-на перемога льотчиків ескадри). Учасник боїв під Сталінградом. 22 вересня кількість його перемог досягла 100. В листопаді 1942 року група була перекинута в Туніс. Брав участь у боях у Північній Африці та на Сицилії, де в одному бою збив 2 «Спітфайри» (його загальний рахунок досяг 102 перемог). 13 січня 1943 року його літак (Bf.109G-2/R1) був підбитий і впав у море в районі мису Боне біля узбережжя Тунісу. Крініус був тяжко поранений, а через добу його надувний човен помітили французи і взяли Крініуса в полон.
Всього за час бойових дій вчинив приблизно 400 бойових вильотів і збив 114 літаків противника, з них 100 радянських і 14 над Сицилією та в Північній Африці.

## Звання
- Унтерофіцер (1 квітня 1942)
- Фельдфебель (1 вересня 1942)
- Лейтенант резерву (вересень 1942)

## Нагороди
- Нагрудний знак пілота
- Авіаційна планка винищувача
  - в бронзі (30 березня 1942)
  - в сріблі (29 квітня 1942)
  - в золоті (18 серпня 1942)
- Залізний хрест
  - 2-го класу (30 квітня 1942)
  - 1-го класу (25 червня 1942)
- Почесний Кубок Люфтваффе (9 вересня 1942)
- Лицарський хрест Залізного хреста з дубовим листям (№ 127; 23 вересня 1942) — отримав 2 нагороди одночасно за 100 повітряних перемог.